# Imrich Mandli
Imrich Mandli (8. července 1928 – 11. prosince 1981) byl československý politik ze Slovenska maďarské národnosti, člen Komunistické strany Slovenska a poslanec Sněmovny národů Federálního shromáždění za normalizace.

## Biografie
K roku 1976 se profesně uvádí jako předseda Místního národního výboru. V 60. letech byl předsedou MNV v obci Podunajské Biskupice (později připojená k Bratislavě). Ve funkci se zasloužil o dobudování fotbalového stadionu roku 1966 (sám byl příznivcem fotbalu).
Ve volbách roku 1976 zasedl do slovenské části Sněmovny národů (volební obvod č. 79 – Bratislava-Ružinov-sever). Mandát obhájil ve volbách roku 1981 (obvod Ružinov). Ve Federálním shromáždění setrval do své smrti roku 1981. V parlamentu ho nahradil Zoltán Sidó.